# Tamzin Townsend

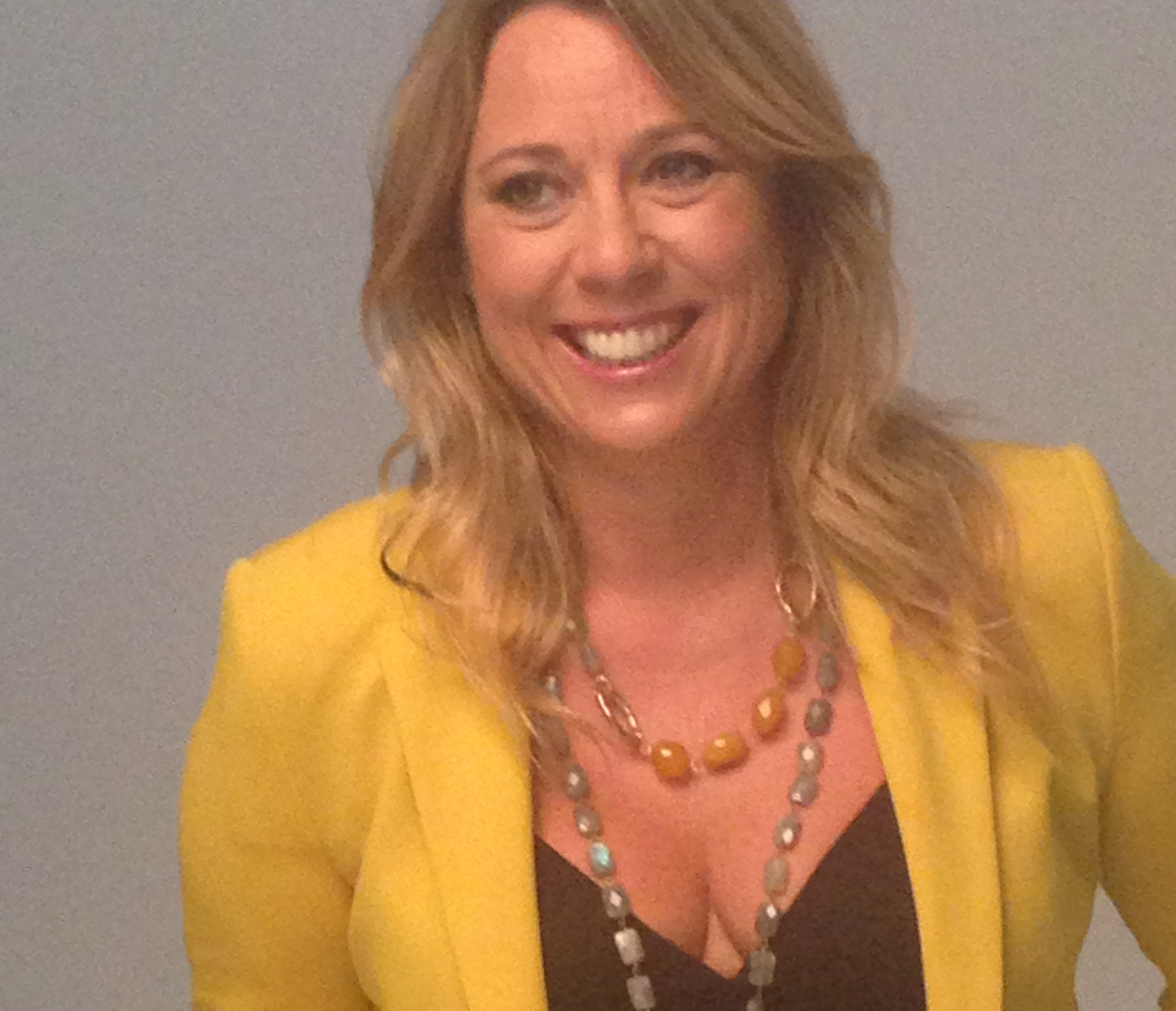
Tamzin Townsend

Tamzin Townsend (Liverpool, 1969)  es una directora de teatro de origen inglés establecida en España.
Tamzin Townsend mantiene una presencia destacada entre los directores de teatro en España de finales del siglo XX y principios del siglo XXI. Es profesora en la Universidad Europea de Madrid donde dirige el Grado en Artes Escénicas. También trabaja como Communication Trainer con la empresa británica Dramatic Resources, especializada en cursos dirigidos a la mejora de la comunicación verbal y no verbal en el mundo corporativo. También es Directora Asociada de DT Talent, donde realiza las mismas labores en España.

## Biografía
Tamzin Townsend nació el 9 de enero de en Liverpool, Inglaterra, aunque pasó su juventud en Cambridge. Sus padres se dedicaban a las artes visuales. Alick Rowe, su padre, fue guionista de la BBC y su madre, Harriet Townsend, actriz y posteriormente profesora de teatro.
Estudió en Hills Road Sixth Form College y allí desarrolló su pasión por el teatro. Después comenzó su vida universitaria estudiando teatro y dramaturgia Studies en la Universidad de Kent entre 1985 y 1989. Cuando acabó sus estudios se fue a vivir a España, ubicándose en Barcelona.
Comenzó su carrera profesional en el mundo del Teatro, dirigiendo en 1992 Bones Festes que permaneció en cartel durante dos años y es considerada una de sus mejores obras y con muy buena valoración de la crítica que llegó a llamarla "la jovencísima directora británica". En Barcelona destacan las obras El diario de Ana Frank, Cuando era pequeña, Palabras encadenadas y Macbeth. A la vez trabajaba en el Liceo con óperas a la altura de Billy Budd y Don Carlos y la favorita. Como docente, trabajó en el Institut del Teatre, Memory y Company. Trabajó en el Fórum Universal de las Culturas de Barcelona de 2004, donde dirigió las actuaciones de Cabaret.
Ya en Madrid, ha dirigido, entre otros trabajos, El Método Gronhölm, Historia de una vida, Seis clases de baile en seis semanas, Fugadas, Un Dios salvaje, Los días de vinos y rosas, En la cama, Fuga, Tócala otra vez, Sam, La sesión final de Freud y Héroes. 
La han considerado como "La Reina Midas del teatro español" debido al gran éxito de taquilla de sus obras.
También ha trabajado clásicos, tanto españoles como ingleses, como Don Juan Tenorio, Los Gemelos, de Plauto, La Gran Vía (zarzuela montada en la Plaza Mayor en las Fiestas de San Isidro en 2006), Macbeth, Rey Lear, El sueño de una noche de verano y Como gustéis, entre otros.
Ha trabajado también como ayudante de dirección de Joan Luis Bozzo en Oh Europa y La saga de los Clark para Canal + con Paco Mir.

Actualmente, compagina su labor como directora con la dirección del Grado en Artes Escénicas de la Universidad Europea de Madrid, para el que es también profesora y sus viajes internacionales impartiendo formación en Comunicación Corporativa y resolución de conflictos.

### Obras de teatro dirigidas
- 2016: Héroes, de Gérald Sibleyras.
- 2015: La sesión final de Freud, Mark St. Germain.
- 2013: Tomás Moro, una utopía, de Shakespeare, entre otros. Festival de Teatro Clásico de Almagro.
- 2012: La comedia que nunca escribió Mihura, de Carlos Contreras Elvira. Centro Dramático Nacional. Teatro Valle-Inclán Madrid.
- 2012: Babel, de Andrew Bovell.
- 2011: Verano, de Jorge Roelas. Toñi Arranz producción. Córdoba.
- 2010: Un Déu Salvatge (Catalán), de Yasmina Reza. Prod.Focus. Teatro Goya.
- 2010: Tócala otra vez, Sam, de Woody Allen. Trasgo Producciones. Palacio Euskalduna.
- 2010: Fuga, de Jordi Galceran. Trasgo Producciones. Haro La Rioja.
- 2009: Los Gemelos, de Plauto. Festival de Mérida.Teatro de Mérida.
- 2009: Días de vinos y rosas, de Owen Mcafferty. Notra Stage. Teatro Lara.
- 2009: Fugadas, de Pierre Palmade y Christopher Duthuron. Pentación. Teatro Bellas Artes.
- 2008: Carnaval, de Jordi Galcerán. Prod. FOCUS S.A.Teatro Bellas Artes.
- 2008: En la cama, de Julio C. Rojas. Versión de Yolanda García Serrano. Prod. Comeycalla y Masquerada. Teatro Arriga, Bilbao.
- 2008: Un dios salvaje, de Yasmina Reza. Trasgo Producciones. Teatro Alcázar.
- 2008: Don Juan Tenorio en Vegueta, de José Zorrilla. Prod. DD&Company. Las Palmas de Gran Canaria.
- 2007: El sueño de una noche de verano, de W. Shakespeare. Adaptación musical. Producción "La Zona Films", Concha Bustos.
- 2007: Gran Vía esquina Alcalá, de Federico Chueca. Producción del Ayuntamiento de Madrid. Plaza Mayor.
- 2007: Seis clases de baile en seis semanas, de Richard Alfieri. Producción Pentación. Teatro Marquina.
- 2006: Gorda, de Neil LaBute. Trasgo Producciones. Teatro Alcázar.
- 2006: Donde pongo la cabeza, de Yolanda García Serrano. Prod. Ptc Teatro. Teatro Maravillas.
- 2006: Cuando era pequeña, de Sharman Macdonald. Prod. Comeycalla.
- 2005: Pequeños crímenes conyugales, de Enric Emmanuel Schmitt. Trasgo Producciones.
- 2005: Como gustéis, de William Shakespeare. Versión Libre de T. Townsend. Prod. Teatro Cuyás y La Luciérnaga Producciones.
- 2004: Almenys no es nada, de Carlos Alberola. Teatre Nacional de Catalunya.
- 2004: El método Gronholm, de Jordi Galcerán. Prod. Ptc. TeatroTeatro Marquina.
- 2004: Historia de una vida, de Donald Margulies. Prod. Pentación i Arts Media. Teatro Muñoz Seca.
- 2003: Closer (acosta't) de Patrick Marbar. Prod. T. Villarroel.
- 2002: Diez, de Juan Carlos Rubio. Estrenado en Cádiz. Producción Entrecajas. Teatro J. L. Galindo.
- 2002: Aixó a un fill no se l'hi fa, (catalán) de Josep Mª Benet i Jornet. Teatreneu
- 2000: Palabras encadenadas, de Jordi Galcerán. Producción de Pentación y Focus s.a. representado en el Teatro Infanta Isabel; producción junto con el Teatro Nacional Cervantes, representada en el Teatro Cervantes de Buenos Aires.
- 1999: Comèdia negra, (catalán) de Peter Shaffer. Producció de Villarroel Teatre. teatre Villarroel.
- 1999: Penjats, (catalán) de Tim Firth. Producció de Villarroel Teatre. teatre Villaroel.
- 1998: De què parlavem (Catalán), de Alan Ayckbourn. Reestreno Teatre Arnau.
- 1997: Paraules encadenades (Catalán), de Jordi Galcerán. Teatre Romea, Centro Dramático de la Generalidad de Cataluña.
- 1996: Macbeth, de W. Shakespeare. Pati Manning. Festival Internacional de Barcelona Grec-96.
- 1995: De què parlavem (Catalán), de Alan Ayckbourn. Teatreneu, Barcelona.
- 1994: Quan era petita (Catalán), de Sharman Macdonalds. Sala Artenbrut.
- 1994: El diari d'Anna Frank (Catalán), de Frances Goodrich y Albert Hackett. Teatreneu, Barcelona.
- 1992: Bones festes (Catalán), de Alan Ayckbourn. Teatreneu, Barcelona.

### En televisión
- 1993: Oh, Europa! como ayudante de dirección de Joan Lluís Bozzo en TV3/Dagoll Dagom.
- 1995: El Diari d'Anna Frank como directora de realización en TV3.
- 1997: La saga de los Clark de Paco Mir, serie de 60 episodios en Canal +. Trabajó como directora de actores.

### Traducciones
- 1994: Quan era petita de Sharman MacDonald. Sala Artenbrut, Barcelona.
- 2001: Comedia negra de Peter Shaffer y L'autèntic inspector Hound, de Tom Stoppard. Ambas de Prod. TresXTres, Teatro Poliorama.
- 2003: Closer de Patrick Marber. Teatro Villarroel.

### Como docente
- 2011–2012: Coordinadora del Grado de Artes Escénicas en la Universidad Europea de Madrid.
- 2009–2010: Curso de Curtidores de Teatro (sigue participando activamente en la actualidad).
- 2008: Curso para Arte4, Mass Arte y Destino Teatro.
- 2007: Curso para la Unión de Actores de Madrid y Arte4.
- 1994/2004: Directora de la escuela de interpretación Company & Company y profesora de interpretación en Memory, Col.legi de teatre y Company & Company.

### Otros
- 1997: Presentadora del ciclo Nueva Dramaturgia Britànica en el Royal Court Theatre, Barcelona.
- 2004: Directora artística del Cabaret del Forum 2004.